# Vršani, Bijeljina
Vršani so naselje v občini Bijeljina, Bosna in Hercegovina. 

## Deli naselja
Aćimovići, Grebići, Jeremići, Kriva Bara, Novi, Tomići in Vršani.

## Prebivalstvo
| Pregled števila prebivalcev po letih | Pregled števila prebivalcev po letih | Pregled števila prebivalcev po letih | Pregled števila prebivalcev po letih | Pregled števila prebivalcev po letih | Pregled števila prebivalcev po letih |
| ------------------------------------ | ------------------------------------ | ------------------------------------ | ------------------------------------ | ------------------------------------ | ------------------------------------ |
| 1948                                 | 1953                                 | 1961                                 | 1971                                 | 1981                                 | 1991                                 |
| -                                    | -                                    | -                                    | 1.305                                | 1.251                                | 1.249                                |

| Narodna sestava prebivalstva po letih                                                                                          | Narodna sestava prebivalstva po letih                                                                                            | Narodna sestava prebivalstva po letih                                                                                           |
| --- | --- | --- |
| 1971 | 1981 | 1991 |
| . skupaj: 1.305 Srbi 1.300 (99,61 %) Muslimani 1 (0,07 %) Hrvati 0 (0,00 %) Jugoslovani 0 (0,00 %) drugi in neznano 4 (0,30 %) | . skupaj: 1.251 Srbi 1.209 (96,64 %) Muslimani 1 (0,07 %) Hrvati 0 (0,00 %) Jugoslovani 26 (2,07 %) drugi in neznano 15 (1,19 %) | . skupaj: 1.249 Srbi 1.219 (97,59 %) Hrvati 2 (0,16 %) Muslimani 1 (0,08 %) Jugoslovani 26 (2,08 %) drugi in neznano 1 (0,08 %) |